# Фета
Фета, Фетакі — популярний грецький сир. Слово «фета» (грец. φέτα) італійського походження (італ. fetta = «скибка») і означає «скибка (сиру)». Класична фета виготовляється з овечого молока, інколи додається козяче молоко (5—10 %). Застосування консервантів і барвників забороняється. Фета належить до групи м'яких сирів, його жирність становить 40—45 %. З фетою споріднені деякі сири балканського і карпатського регіонів: албанський djath, болгарський сирене, турецький beyaz peynir, сербські та македонські сири, румунський brânză та українська бринза.
У деяких країнах Європейського Союзу під назвою «фета» продаються схожі на смак сири, виготовлені в інших країнах, зокрема, у Франції. Інколи такий сир виготовляється навіть з коров'ячого молока (німецька та данська фета). Однак згідно з рішенням Європейської Комісії з 2007 року назву «фета» можуть мати лише грецькі сири з овечого або козячого молока. У зв'язку з цим українська фета отримала назву набіл або фелата.

## Історія
Сир з овечого та козячого молока був поширений у Східному Середземномор'ї з давніх часів. У бронзовому столітті Ханаан сир, можливо, був серед солоних продуктів, які доставлялися морем у керамічних банках, тому згорнуті сичужним ферментом білі сири, подібні до фети, могли поставлятися в розсолі, але прямих доказів цьому немає.
Фету знали вже у Стародавній Греції, щонайпізніше за часів Гомера. Численні згадки про цей сир знаходимо в Одіссеї — за легендою першим виробником фети був циклоп Поліфем. Гомер описує, як той робить сир, хоча нічого не говорить про розсіл. Справді, Поліфем зберігав і сушив його на плетених стелажах, можливо, у результаті, за словами Пола С. Кіндштедта, утворився сир зі шкіркою, схожий на сучасні пекоріно та капріно, а не на фету. Є. М. Антифантакіс та Г. Моацу, з іншого боку, вважають, що сир Поліфема був «безсумнівно прабатьком сучасної фети». Однак, якщо не брати до уваги походження, сир, вироблений з овечого молока, був поширеною їжею в Стародавній Греції й обов'язковим компонентом пізнішої грецької гастрономії.
Під назвою πρόσφατος фета згадується й у візантійські часи, коли її пов'язують з Критом. Сама назва «фета» виникає, очевидно, у 17-му ст. у зв'язку з традицією подавати цей сир до столу нарізаним тонкими скибками.

## Технологія виготовлення сиру Фета
Гомер описує рецептуру приготування сиру Фета у дев'ятій главі «Одіссеї»: «…Білого він молока на кисле узяв половину.
Сир віддавивши, поклав у плетені кошики зразу;…»
Відповідно до міфу циклоп Поліфем, коли приніс додому молоко овець у бурдюку з овечої шкіри, був дуже здивований тим, що молоко згустилося, а потім і зовсім затверділо, при цьому залишилось смачним та довго не псувалось.
Технологія приготування сиру фета з тих часів практично не змінилась: місткість з овечим молоком виносили на сонце, щоб прогріти його приблизно до 35 градусів. Після того, як молоко згущувалось, сироватку зливали, а гущавину перекладали в полотняні мішечки та підвішували в очеретяних кошиках, виносили їх у тінь та залишали там на кілька днів. Потім велику грудку сиру розрізали на якомога тонші шматки, підсолювали та витримували у сухому місці. Після чого сир перекладали в дерев'яні бочки, заливали розчином солі та витримували протягом місяця. Від доданої кількості солі залежить щільність сиру фета та тривалість його зберігання. Для набуття своїх вишуканих смакових якостей сир фета повинен «відлежатися» від 4 до 6 тижнів. І вже після цього сир фета готовий до споживання в їжу. Зберігали сир фета в оливковій олії, завдяки чому він набуває тонкого аромату. Вважається, що цей спосіб зберігання винайшли греки, що проживають у гірських районах, де сіль коштувала дорожче, аніж на узбережжі. Особливий аромат має сир, виготовлений з молока овець, яких випасають у передгір'ї, бо рослинність там з'являється сезонно та має аромат пряних трав.
Кожен регіон Греції має свій власний спосіб приготування сиру фета та відповідні назви: «Телемес», «Легара», «СфЕла», «Фета вогню». Одним з найвідоміших сучасних грецьких виробників сиру фета вважається сімейна компанія Roussas Dairy, заснована у 1952 р. та розташована в провінції Альмірос (Almyros) центральної Греції. Сироварня Roussas, якою керує вже третє покоління сім'ї Русас, виготовляє так звану фету Альмірос (Feta Almyros), яка має статус PDO (PDO — харчові продукти, які виробляються в певній географічній місцевості з використанням певної технології). Гурмани особо цінують фету Альмірос за насичений багатий аромат.
Сьогодні Греція займає перше місце у світі по споживанню сиру — 23 кг сиру з'їдає середньостатистичний житель цієї країни за рік, з яких більш ніж половина (12—13 кг) складає саме сир фета.

## Склад та корисні властивості сиру фета
В таблицях наведено склад харчових речовин (калорійність, білки, жири, вуглеводи, вітаміни та мінерали) на 100 г продукту за даними Міністерства сільського господарства США — виконавчого департаменту уряду США.(англ. United States Department of Agriculture, USDA).
Харчова цінність
| Назва                  | Кількісний показник, г / 100 г |
| ---------------------- | ------------------------------ |
| Калорійність           | 264 ккал                       |
| Білки                  | 14,21                          |
| Жири                   | 21,28                          |
| Вуглеводи              | 4,09                           |
| Зола                   | 5,2                            |
| Вода                   | 56,22                          |
| Моно- і дісахариди     | 4,09                           |
| Холестерин             | 89 мг                          |
| Насичені жирні кислоти | 14,946                         |

| Назва                              | Вміст, мг |
| ---------------------------------- | --------- |
| Вітамін А                          | 0,125     |
| Бета-каротин                       | 0,003     |
| Вітамін (РЕ)                       | 125 мкг   |
| Вітамін B1 (тіамін)                | 0,154     |
| Вітамін В2 (рибофлавін)            | 0,844     |
| Вітамін В5 (пантотенова)           | 0,967     |
| Вітамін В6 (піридоксин)            | 0,424     |
| Вітамін B9 (фолієва кислота)       | 32 мкг    |
| Вітамін В12 (ціанокобаламін)       | 1,69 мкг  |
| Вітамін Е (ТЕ)                     | 0,18      |
| Вітамін К (філохінон)              | 1,8 мкг   |
| Вітамін PP (ніаціновий еквівалент) | 0,991     |
| Холін                              | 15,4      |

| Назва   | Вміст   |
| ------- | ------- |
| Кальцій | 493 мг  |
| Магній  | 19 мг   |
| Натрій  | 1116 мг |
| Калій   | 62 мг   |
| Фосфор  | 337 мг  |

| Назва     | Вміст    |
| --------- | -------- |
| Залізо    | 0,65 мг  |
| Цинк      | 2,88 мг  |
| Мідь      | 32 мкг   |
| Марганець | 0,028 мг |
| Селен     | 15 мкг   |

Якщо з'їсти 100 грам цього сиру, то можна забезпечити організм добовою дозою фосфору та кальцію, третиною добової потреби цинку.
Шматочок сиру в 90 грам забезпечує організм людини добовою потребою кальцію. Щоб отримати цю добову норму треба випити 3л молока. Жирність грецького сиру фета становить 40-60 %, але в ньому майже відсутні вуглеводи, що призводять до набору надлишкової ваги тіла.
При вивченні складу цього сиру американські вчені університету Лінкольна виявили в ньому мікроорганізми, які здатні синтезувати антибіотики, застосування яких ефективне при харчових отруєннях.
Вживання сиру фета сприяє виробленню в організмі людини серотоніну — гормону щастя та гарного настрою.
Однак, зважаючи на високий вміст натрію, сир фета треба обмежити в своєму раціоні людям, які мають проблеми з нирками та страждають гіпертензією.

## Застосування сиру фета в кулінарії
Без сиру фета неможливо приготувати грецький салат, традиційні грецькі пироги спанакопіту (пиріг з тіста філо з начинкою з фети та шпінату) та тіропіту (τυρóπιτα) (листковий пиріг з фетою). У кухнях інших країн сир фета широко використається при приготуванні закусок, запіканок. Якщо посипати сиром поверхню страви при запіканні, то на ньому з'явиться апетитна скоринка, та й смак стане значно яскравіше.
Фета сумісний практично з усіма овочами та зеленню, м'ясом, рибою, бобами, морепродуктами. Сир фета добре смакує й тоді, коли його куштувати окремо: з гарячим запашним хлібом, виноградом, червоним молодим вином або на десерт з фруктами — грушею, кавуном.

## Фестиваль сиру фета в місті Елассона
Раз у два роки у вересні в місті Елассона влаштовують фестиваль, присвячений найпопулярнішому продукту Греції — сиру фета.
Регіон Фессалія в центральній Греції є одним з основних виробників сиру фета: тут роблять майже 27 000 тонн сиру щорічно, що складає 30 % від загального виробництва сиру в Греції.
Греція оголосила 2008 р. роком сиру фета.